# Ґевін Мак-Іннес
Ґевін Майлз Мак-Іннес (англ. Gavin Miles McInnes; нар. 17 липня 1970) — канадський письменник і праворадикальний політичний коментатор, комік, співзасновник «Вайс Медіа», зачинатель чоловічої організації «Горді хлопці», яку низка джерел називає неофашистською. Працює ведучим програми «Геть з мого газону» для «Консерватив Рев'ю». Мак-Іннес є працівником журналу «Такіс Меґезін», колишнім новинарем «Ребел Медія» та частим гостем телевізійних програм на «Фокс Ньюз» і «Зе-Блейз».
Працюючи у «Вайс», Мак-Іннес був показним представником гіпстерської субкультури. Після того, як 2008 року він покинув компанію, Мак-Іннес став відомим своїми політичними поглядами, які він сам описує як «нові праві».[джерело?]

## Життєпис
Мак-Іннес народився 17 липня 1970 р. в місті Гітчин, Гартфордшир. Його сім'я мігрувала до Канади, коли Мак-Іннесу було чотири роки, оселившись в Оттаві, Онтаріо. Будучи підлітком, Макіннес грав у панк-групі Anal Chinook. Закінчив Карлетонський університет.